# Zoltán Csehy
Zoltán Csehy (ur. 26 listopada 1973 w Bratysławie) – węgierski poeta, historyk literatury i krytyk literacki.
Studiował filologię węgierską i klasyczną na Uniwersytecie Komeńskiego w Bratysławie, studia ukończył w 1998 roku. Kontynuował edukację na Uniwersytecie Loránda Eötvösa w Budapeszcie, na którym w 2003 roku uzyskał doktorat, a w 2009 - habilitację. Rozprawa doktorska Zaltana Csehy dotyczyła poezji Antonia Beccadelliego. Prowadzi badania dotyczące poezji nowołacińskiej, literatury humanizmu i kultury antycznej. Opublikował pięć książek poetyckich, liczne tłumaczenia oraz monografie dotyczące historii literatury,
W 2009 roku otrzymał Nagrodę im. Attili Józsefa. 

## Wybrana twórczość
- Nút (1993)
- Csehy Zoltán alagyái, danái és elegy-belegy iramatai (1998)
- Hecatelegium (2006)
- Homokvihar (2010)
- Nincs hová visszamennem (2013)